# 에린 머랜
에린 마리 머랜(Erin Marie Moran, 1960년 10월 18일 ~ 2017년 4월 22일)은 시트콤 《해피 데이스》(Happy Days)와 그 스핀오피 《조니 러브스 차치》(Joanie Loves Chachi)에서 조니 커닝험을 연기한 것으로 알려진 미국의 배우이다.

## 경력

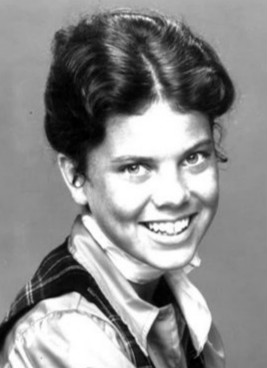
1976년 조니 커닝험을 연기할 당시 모랜

1960년에 버뱅크에서 태어난 머랜은, 여섯 살 때에 1966년부터 68년까지 방영된 텔레비전 시리즈 《닥타리》(Daktari)에서 제니 존스로 캐스팅되었다. 1968년에는 《하우 스위트 잇 이스!》(How Sweet It Is!)로 영화에 데뷔하였다.  열세 살 때인 1972년에 가장 잘 알려진 배역인 시트콤 《해피 데이스》의 조니 커닝험으로 캐스팅되었다. 그녀는 이 작품에서 리치 커닝험의 활달한 여동생을 연기하였다.

## 사망
인디애나 해리슨 카운티에서 관계 당국은 나중에 머랜으로 밝혀지는 아무런 반응이 없는 여성을 있다는 신고를 받았고, 모랜이 향년 56세로 사망했다고 발표되었다.